# ستان ميسنر
ستان ميسنر هو مغني وكاتب أغاني كندي، ولد في 28 أغسطس 1956 في تورونتو في كندا.

## وصلات خارجية
- ستان ميسنر على موقع IMDb (الإنجليزية)
- ستان ميسنر على موقع ميوزك برينز (الإنجليزية)
- ستان ميسنر على موقع ديسكوغز (الإنجليزية)